# Tim Barry
Tim Barry is een Amerikaanse zanger, songwriter en gitarist. Hij is de voormalige leadzanger van de punkband Avail en was tevens ook de basgitarist van de folkpunkband (Young) Pioneers van 1994 tot 1995. Barry is vanaf 2004 als soloartiest muziek gaan maken.

## Discografie

### Albums
- Laurel Street Demo 2005 & Live at Mary Munford Elementary (Chunksaah Records, 2005)
- Rivanna Junction (Chunksaah Records, 2006)
- Manchester (Chunksaah Records, 2008)
- 28th & Stonewall (Chunksaah Records, 2010)
- 40 Miler (Chunksaah Records, 2012)
- Raising Hell & Living Cheap, Live in Richmond (Chunksaah Records, 2014)
- Lost & Rootless (Chunksaah Records, 2014)

### Splitalbums
- Frank Turner/Tim Barry Split (2009)

### Dvd's
- Live (featuring Tim Barry and La Par Force) (2006)
- Live At The Grey Eagle (2010)